# كلود س. وليامز
كلود س. وليامز (بالإنجليزية: Claude C. Williams)‏ هو نقابي أمريكي، ولد في 1895 في مقاطعة ويكلي في الولايات المتحدة، وتوفي في 29 يونيو 1979 في برمنغهام في الولايات المتحدة.